# 2014→2015 ツキたい人グランプリ〜ゆく年つく年〜
「2014→2015 ツキたい人グランプリ〜ゆく年つく年〜」は、2014年12月31日から2015年1月1日にかけて放送されたフジテレビの年越し番組（トークバラエティ番組）である。

## 概要
本番組では、フジテレビのスタジオに2014年に『あまりついてなかった』芸能人が集まり、自らの「ツイてなかった」エピソードを告白し、「2015年こそは、ツキたい!」という願いを込めて、108の煩悩を取り除くべく『除夜の鐘』のように鐘を突く。番組の途中で30秒前からの2015年へのカウントダウンの掛け声を言い、年が明けたら「おめでとう! やったー! A HAPPY NEW YEAR! おめでとう!」と言う、ものであった。一方で2014年にブレークして『ツイていた』タレントらも登場した。
フジテレビの年越し番組は、例年はジャニーズ事務所所属歌手によるコンサート『ジャニーズカウントダウンライブ』が放送されるが、バラエティ番組では1997年の『SMAP×SMAP』以来17年振り、非ジャニーズ系番組に至っては、その前の1996年放送『完全なる料理の鉄人 大晦日お節対決スペシャル』以来18年振りであった。これは当時、ジャニーズカウントダウンライブの視聴率低迷や制作費高騰が背景にあったとされたものの、本番組の視聴率は2.5%（関東地区、ビデオリサーチ調べ）を記録、前年度の『ウマれる新たな伝説 ジャニーズ年越し生放送』の9.4%を6.9ポイントも下回る結果となった。結局のところ翌年からは『ジャニーズカウントダウンライブ』の放送を再開しており、その時の平均視聴率は当番組を10ポイントも上回る12.5％を記録した。

## 出演者
- 司会：坂上忍
- アシスタント：山﨑夕貴、竹内友佳、 榎並大二郎、大村晟[4]、小穴浩司[4]（フジテレビアナウンサー）
- ナレーション：バカリズム

- ゲスト：IVAN、足立梨花、伊集院光、IMALU、井森美幸、岩井志麻子[4]、オアシズ、大沢樹生、大桃美代子[4]、オジンオズボーン[4]、鬼ヶ島[4]、おのののか、カイヤ、筧美和子、カツオにゃんこ[4]、キャイ〜ン、キンタロー。[4]、グランジ[4]、クリス松村[4]、劇団ひとり、けみお[4]、コウメ太夫[4]、坂口杏里、佐藤仁美、ざわちん、JP[4]、シソンヌ[4]、柴田英嗣（アンタッチャブル）、菅谷哲也、芹那[4]、ダイアモンド☆ユカイ、ダンディ坂野[4]、DJ KOO[4]、遠野なぎこ、どぶろっく、トレンディエンジェル[4]、流れ星、なすなかにし[4]、 新垣隆、西村瑞樹（バイきんぐ）、ニッチロー'[4]、日本エレキテル連合[5]、野々村真、林家ペー・パー子[4]、髭男爵[4]、彦摩呂[4]、ビッグダディ、フォーリンラブ[4]、ほいけんた[4]、ボビー・オロゴン[4]、ホラン千秋[4]、前園真聖、MAX、美奈子[4]、宮崎宣子、森崎友紀、矢口真里、やしろ優[4]、矢吹春奈、ゆうたろう[4]、よゐこ 。

## 放送時間

### ネットワークセールス枠
- 2014年12月31日 23時00分 - 翌0時45分

（テレビ大分を除く）

### ローカルセールス枠
- 2015年1月1日 0時45分 - 2時00分（2014年12月31日深夜。0時45分 - 5時00分「バラエティ祭」枠の1つとして放送）

（テレビ静岡、関西テレビ、岡山放送、テレビ西日本、テレビ長崎、テレビ大分を除く）

## 主要スタッフ
- 構成：鈴木おさむ、くらなり、山内正之、大井達朗、中藤洋
- 技術協力：ニユーテレス、fmt、IMAGICA、モアバウンスサウンド
- 協力：小仲正重、島本亮
- 企画監修：片岡飛鳥
- プロデューサー：松本明美、中村倫久、坪井理紗、小澤慧里子
- 演出：塩谷亮
- チーフプロデューサー：朝妻一
- 制作：フジテレビバラエティ制作センター
- 制作著作：フジテレビ